# Marcel Gendron
Marcel Gendron (* 24. August 1879 in Angoulême; † unbekannt) war ein französischer Unternehmer und Autorennfahrer.

## Gendron et Compagnie
Marcel Gendron gründete 1910 gemeinsam mit Marcel Michelot Gendron et Compagnie, ein Unternehmen das Getriebe, Hinterachsen und Lenksäulen für Automobile herstellte. 1922 begann man mit der Produktion eigener Fahrzeuge, die unter dem Markennamen G.M. vertrieben wurden. 1927 verunglückte Michelot bei einer Testfahrt im Vorfeld des 24-Stunden-Rennens von Le Mans tödlich. 1928 endete die Produktion von Automobilen und das Unternehmen wurde aufgelöst.

## Karriere als Rennfahrer
Marcel Gendron ist der Rennfahrer mit der längsten Zeitspanne zwischen zwei Le-Mans-Starts. 25 Jahre vergingen zwischen erstem und zweitem Rennen. 1925 fuhr er gemeinsam mit dem Flugpionier Lucien Bossoutrot einen G.M. GC2 aus eigener Produktion. Das Rennen endete nach 36 gefahrenen Runden vorzeitig. 1950 meldete er einen Renault 4CV, den er im Rennen mit Partner Jean Vinatier senior (dem Vater von Jean Vinatier) fuhr. Diesmal stoppten Probleme mit der Zündung den Renneinsatz vorzeitig.
Auch beim Großen Preis von Guipúzcoa 1926 fiel er aus.

## Statistik

### Le-Mans-Ergebnisse
| Jahr | Team                 | Fahrzeug       | Teamkollege          | Platzierung | Ausfallgrund |
| ---- | -------------------- | -------------- | -------------------- | ----------- | ------------ |
| 1925 | Gendron et Compagnie | G.M. GC2 Sport | Lucien Bossoutrot    | Ausfall     | Defekt       |
| 1950 | Marcel Gendron       | Renault 4CV    | Jean Vinatier senior | Ausfall     | Zündung      |